# Козаченко Лариса Дмитрівна
Лариса Дмитрівна Козаченко (нар. 27 березня 1947, Київ) – майстер художнього текстилю. Член СХУ (1982). 

## Життєпис
- Закінчила Київський художньо-промисловий технікум (1967)
- інженер проектно-конструкторського технологічного інституту (1967-1970)
- старший архітектор «ДіпроНДІполіграф» (1970–71)
- художник-оформлювач Дарницького парку культури та відпочинку «Перемога» (1971–73)
- на комбінаті монументально-декоративного мистецтва (1973–90-і)

Наприкінці 1990-х рр. виїхала до Німеччини.

## Родина
- Чоловік Альберт  Крижопольський.

## Творчість – гобелени
- «Ярило» (1974)
- «Водяне чудо» (1976)
- «Миру – мир» (1978)
- «Зустріч із літом» (1980)
- «Бо щастя, бо життя – без берегів» (1981)
- триптих «Київська Русь» (1982)
- «Пісня землі» (1983)

Від 1976 – учасниця міських, обласних, всеукраїнських, всесоюзних художніх виставок.